# Magyar TV-szakácsok, gasztrocelebek és ismert gasztrobloggerek listája
Ez a lista a magyar gasztronómia azon képviselőinek nevét tartalmazza, akik ugyan széles körben ismertek, de vagy nem szakács a szakmájuk, vagy szakácsok, de nem igazán járultak hozzá semmivel a szakma hazai fejlődéséhez.
| Ábécé szerinti tartalomjegyzék                                                                           |
| --- |
| A, Á B C Cs D Dz Dzs E, É F G Gy H I, Í J K L Ly M N Ny O, Ó Ö, Ő P Q R S Sz T Ty U, Ú Ü, Ű V W X Y Z Zs |

## A
- Gianni Annoni Magyarországon élő olasz séf, étteremtulajdonos és televíziós műsorvezető

## B
- Benke László, Olimpiai érmes mesterszakács, mestercukrász, ambivalens TV-szakács
- Buday Péter
- Bede Róbert A PaprikaTV műsorvezető-szakácsa
- Brüklerné Buday Ella magyar szakácsnő, gasztronómiai író
- Borbás Marcsi a Gasztroangyal c. tv-műsor rendezője és szerkesztő-műsorvezetője

## D
- Dömötör Tamás, Döme, a Gasztropuccs és az Urban Grill TV-Paprika műsorok szakács-műsorvezetője

## F
- Fördős Zé, Gasztroblogger, a StreetKitchen és több más tv-műsor arca
- F. Nagy Angéla szakácskönyv-szerző

## H
- Havas Dóra, Gasztroblogger, a Lila Füge blog szerzője és több tv-műsor műsorvezetője

## J
- Jókuti András, Gasztroblogger, a Világevő blog szerzője

## K
- Kaldeneker György szakács, médiaszereplő,
- Kovács Lázár[1]
- Kozári Ágnes, "Kozi" a Gasztropuccs TV-Paprika műsor társműsorvezetője és a TV2 Séfek Séfe műsorának volt szereplője
- Krausz Gábor a Brklyn étterem kreatív séfje, a TV2-n futó Séfek Séfe zsűritagja

## L
- Lajsz András magyar szakács, Guinness-rekorder mixer,
- Tóthné Libor Mária, Gasztroblogger, a  Limara Péksége blog szerzője

## M
- Mautner Zsófia, Gasztroblogger, a Chili és Vanillia blog szerzője
- Magos Zoltán, mesterszakács, a TV Paprika szakácsa

## P
- Péter Anna, Gasztroblogger, a Malackaraj blog szerzője
- Pászner Gábor, Gasztroblogger, a Gábor a Házi Pék blog szerzője

## R
- Rázsi András, a Bandi a hegyen című televíziós műsor egri meteorológus szakácsa.[2]

## S
- Sági Szilárd szakács, a ,,Gasztrokibic"
- Serényi Zsolt, A PaprikaTV műsorvezető-szakácsa

## T
Takács Kriszti, gasztroblogger - a Dizájnkonyha gasztro- és életmód magazin alapítója

## V
- Vajda Pierre a Dining Guide magazin és kalauz főszerkesztője, több tv-műsor szereplője
- Vinkó József, újságíró A Magyar Konyha főszerkesztője
- Váncsa István, író, gasztronómiai szakíró